# История логарифмов
История логарифмов как алгебраического понятия прослеживается с античных времён. Идейным источником и стимулом применения логарифмов послужил тот факт, известный ещё во времена Архимеда, что при перемножении степеней с одинаковым основанием их показатели складываются: {\displaystyle a^{b}\cdot a^{c}=a^{b+c}}.

## Предшественники
Индийский математик VIII века Вирасена, исследуя степенные зависимости, опубликовал таблицу целочисленных показателей (то есть, фактически, логарифмов) для оснований 2, 3, 4.

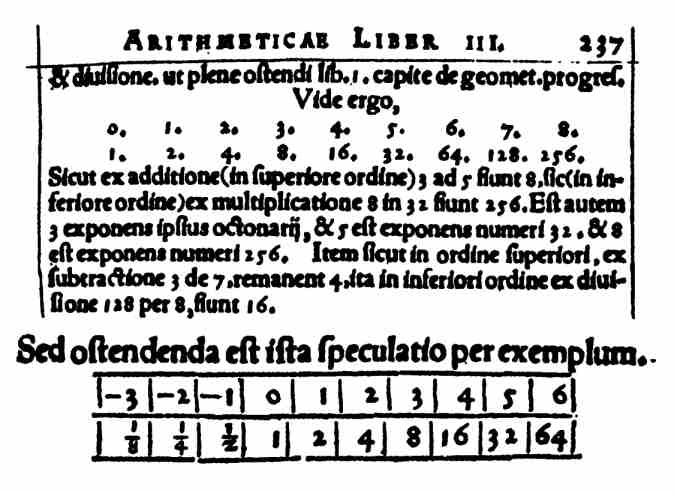
Логарифмическая таблица М. Штифеля, «Arithmetica integra», 1544

Решающий шаг был сделан в средневековой Европе. Потребность в сложных расчётах в XVI веке быстро росла, и значительная часть трудностей была связана с умножением и делением многозначных чисел, а также извлечением корней. В конце века нескольким математикам, почти одновременно, пришла в голову идея: заменить трудоёмкое умножение на простое сложение, сопоставив с помощью специальных таблиц геометрическую и арифметическую прогрессии, при этом геометрическая будет исходной. Тогда и деление автоматически заменяется на неизмеримо более простое и надёжное вычитание, упростятся также возведение в степень и извлечение корня.
Первым эту идею опубликовал в своей книге «Arithmetica integra» (1544) Михаэль Штифель, который, впрочем, не приложил серьёзных усилий для практической реализации своей идеи. Главной заслугой Штифеля является переход от целых показателей степени к произвольным рациональным (первые шаги в этом направлении сделали Николай Орем в XIV веке и Никола Шюке в XV веке).
В исламском мире Ибн Хамза в 1591 году также пришёл к ключевой идее для открытия концепции логарифма. Как и европейские математики, в своей работе он для удобства сопоставил с помощью специальной таблицы арифметическую и геометрическую прогрессии. Это позволило ему преобразовывать сложные операции умножения и деления в более простые сложение и вычитание. Однако до конца эту идею он не довёл.

## Джон Непер и его «удивительная таблица логарифмов»

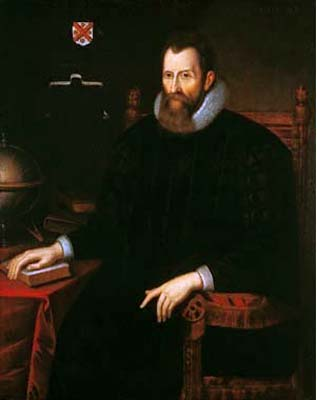
Джон Непер

В 1614 году шотландский математик-любитель Джон Непер опубликовал на латинском языке сочинение под названием «Описание удивительной таблицы логарифмов» (лат. Mirifici Logarithmorum Canonis Descriptio). В нём было краткое описание логарифмов и их свойств, а также 8-значные таблицы логарифмов синусов, косинусов и тангенсов, с шагом 1'. Термин логарифм, предложенный Непером, утвердился в науке.
Непер так объяснил цель своих трудов:

Поскольку в практике математического искусства, собратья-математики, нет ничего более утомительного,
чем огромные задержки, которые приходится терпеть в ходе долгих рутинных действий — умножения и деления, поиска отношений и извлечения квадратных и кубических корней, — и многочисленные ошибки, которые могут при этом закрасться в ответ, — то я размышлял упорно, посредством какого надёжного и быстрого искусства я смог бы, возможно, разрешить указанные трудности. В конце концов, после длительных раздумий, я нашел поразительный способ сократить указанные действия… Представить этот метод математикам для общего пользования — приятная задача.

Теорию расчёта таблиц логарифмов Непер изложил в другой своей книге «Построение удивительной таблицы логарифмов» (лат. Mirifici Logarithmorum Canonis Constructio), изданной посмертно в 1619 году его сыном Робертом.
Судя по документам, техникой логарифмирования Непер владел уже к 1594 году. Непосредственной целью её разработки было облегчить Неперу сложные астрологические расчёты; именно поэтому в таблицы были включены только логарифмы тригонометрических функций.
Понятия функции тогда ещё не было, и Непер определил логарифм кинематически, сопоставив равномерное и логарифмически-замедленное движение; например, логарифм синуса он определил следующим образом:
Логарифм данного синуса есть число, которое арифметически возрастало всегда с той же скоростью, с какой полный синус начал геометрически убывать.
В современных обозначениях кинематическую модель Непера можно изобразить дифференциальным уравнением:
{\displaystyle {\frac {dx}{x}}=-{\frac {dy}{M}}},
где M — масштабный множитель, введённый для того, чтобы значение получилось целым числом с нужным количеством знаков (десятичные дроби тогда ещё не нашли широкого применения). Непер взял M = 10 000 000.
Строго говоря, Непер табулировал не ту функцию, которая сейчас называется логарифмом. Если обозначить его функцию {\displaystyle \operatorname {LogNap} (x)}, то она связана с натуральным логарифмом следующим образом:
{\displaystyle \operatorname {LogNap} (x)=M\cdot (\ln(M)-\ln(x))}
Очевидно, {\displaystyle \operatorname {LogNap} (M)=0}, то есть логарифм «полного синуса» (соответствующего 90°) есть нуль — этого и добивался Непер своим определением. Также он хотел, чтобы все логарифмы были положительны; нетрудно убедиться, что это условие для {\displaystyle x<M} выполняется. {\displaystyle \operatorname {LogNap} (0)=\infty }.
Основное свойство логарифма Непера: если величины образуют геометрическую прогрессию, то их логарифмы образуют прогрессию арифметическую. Однако правила логарифмирования для неперовой функции отличались от правил для современного логарифма, например:
{\displaystyle \operatorname {LogNap} (a\cdot b)=\operatorname {LogNap} (a)+\operatorname {LogNap} (b)-\operatorname {LogNap} (1)}

## Дальнейшее развитие
Как вскоре обнаружилось, из-за ошибки в алгоритме все значения таблицы Непера содержали неверные цифры после шестого знака. Однако это не помешало новой методике вычислений получить широчайшую популярность, и составлением логарифмических таблиц занялись многие европейские математики. Кеплер в изданный им астрономический справочник 1620 года вставил восторженное посвящение Неперу (не зная, что изобретатель логарифмов уже скончался). В 1624 году Кеплер опубликовал свой собственный вариант логарифмических таблиц (лат. Chilias Logarithmorum ad totidem numeros rotundos). Использование логарифмов позволило Кеплеру относительно быстро завершить многолетний труд по составлению Рудольфинских таблиц, которые закрепили успех гелиоцентрической астрономии.

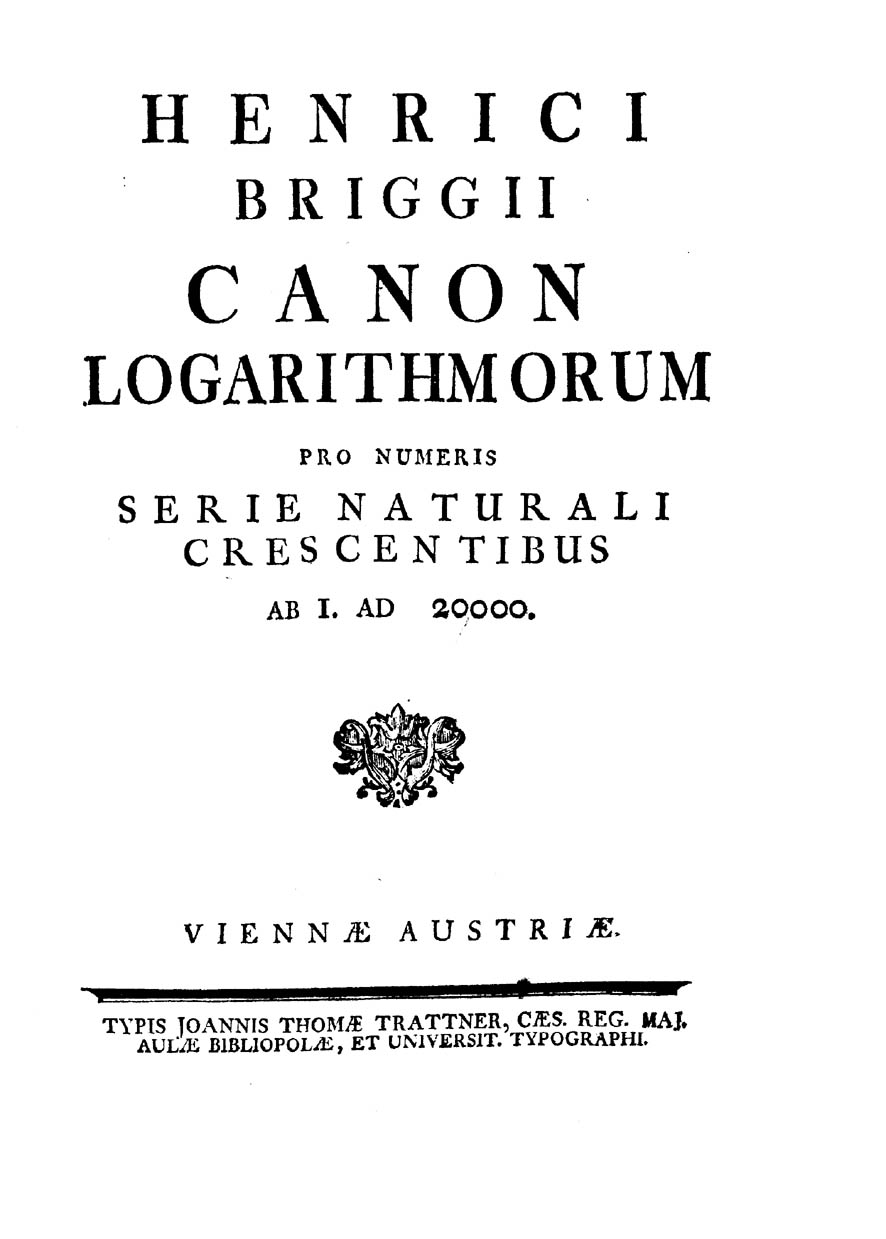
Таблицы Бригса

Спустя несколько лет после книги Непера появились логарифмические таблицы, использующие более близкое к современному понимание логарифма. Лондонский профессор Генри Бригс издал 14-значные таблицы десятичных логарифмов (1617), причём не для тригонометрических функций, а для произвольных целых чисел до 1000 (7 лет спустя Бригс увеличил количество чисел до 20000). В 1619 году лондонский учитель математики Джон Спайдел переиздал логарифмические таблицы Непера, исправленные и дополненные так, что они фактически стали таблицами натуральных логарифмов. У Спайдела тоже были и логарифмы самих чисел до 1000 (причём логарифм единицы, как и у Бригса, был равен нулю) — хотя масштабирование до целых чисел Спайдел сохранил.
В 1620-е годы Эдмунд Уингейт и Уильям Отред изобрели первую логарифмическую линейку, до появления карманных калькуляторов служившую незаменимым расчётным орудием инженера. С помощью этого компактного инструмента можно быстро производить все алгебраические операции, в том числе с участием тригонометрических функций. Точность расчётов — около 3 значащих цифр.

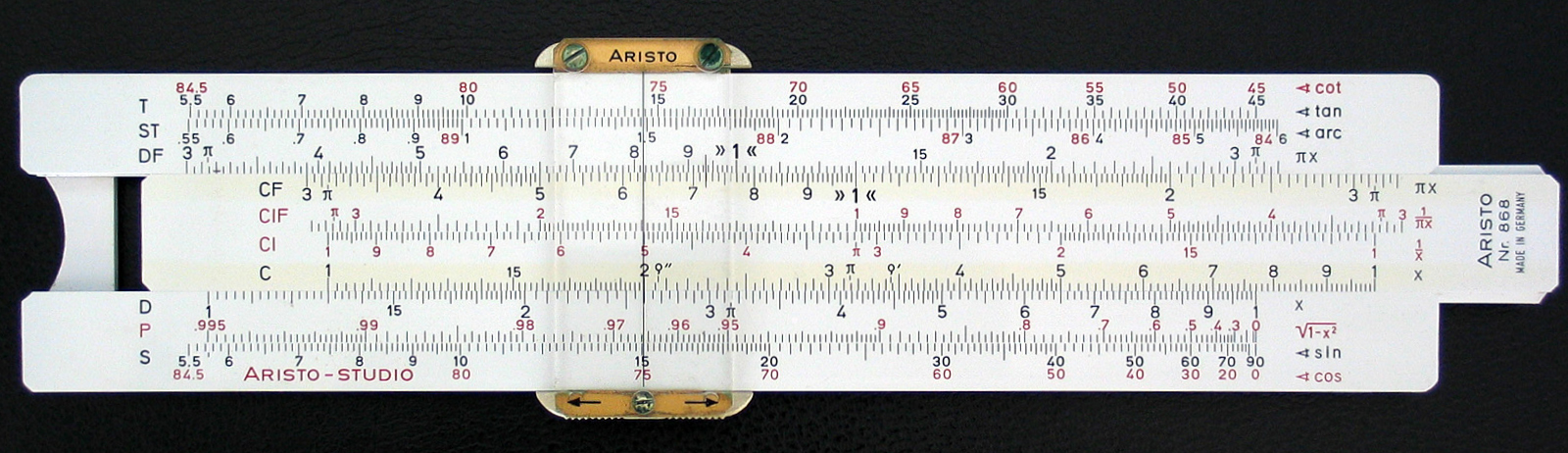
Логарифмическая линейка. Умножение 1,3 × 2 или деление 2,6 / 2 (см. шкалы C и D).

Вскоре выяснилось, что место логарифмов в математике не ограничивается расчётными удобствами. В 1629 году бельгийский математик Грегуар де Сен-Венсан показал, что площадь под гиперболой {\displaystyle y={\frac {1}{x}}} меняется по логарифмическому закону. В 1668 году немецкий математик Николас Меркатор (Кауфман) открыл и опубликовал в своей книге Logarithmotechnia разложение логарифма в бесконечный «ряд Меркатора». По мнению многих историков, появление логарифмов оказало сильное влияние на многие математические концепции, в том числе:
1. Формирование и признание общего понятия иррациональных и трансцендентных чисел[21].
2. Появление показательной функции и общего понятия числовой функции, числа Эйлера, развитие теории разностных уравнений[22].
3. Начало работы с бесконечными рядами[20].
4. Общие методы решения дифференциальных уравнений различных типов.
5. Существенное развитие теории численных методов, требуемых для вычисления точных логарифмических таблиц.

До конца XIX века общепринятого обозначения логарифма не было, основание a указывалось то левее и выше символа log, то над ним. В конечном счёте математики пришли к выводу, что наиболее удобное место для основания — ниже строки, после символа log: {\displaystyle \log _{a}b}. Краткие обозначения наиболее употребительных видов логарифма — {\displaystyle \lg ,\;\ln } для десятичного и натурального — появились намного раньше сразу у нескольких авторов и закрепились окончательно также к концу XIX века.
Близкое к современному понимание логарифмирования — как операции, обратной возведению в степень — впервые появилось у Валлиса (1685) и Иоганна Бернулли (1694), а окончательно было узаконено Эйлером. В книге «Введение в анализ бесконечных» (1748) Эйлер дал современные определения как показательной, так и логарифмической функций, привёл разложение их в степенные ряды, особо отметил роль натурального логарифма. Эйлеру принадлежит и заслуга распространения логарифмической функции на комплексную область.
Термин «логарифм» предложил Непер, составивший его из слов др.-греч. λόγος —  «отношение» и ἀριθμός — «число». Термин «натуральный логарифм» принадлежит Меркатору, «основание»  — Эйлеру. Понятие модуля имеется у Меркатора, слова «характеристика» и «мантисса» ввели соответственно Бриггс и Эйлер. Символ логарифма — результат сокращения этого слова — встречается почти одновременно с появлением первых таблиц у разных авторов.

## Логарифмические таблицы

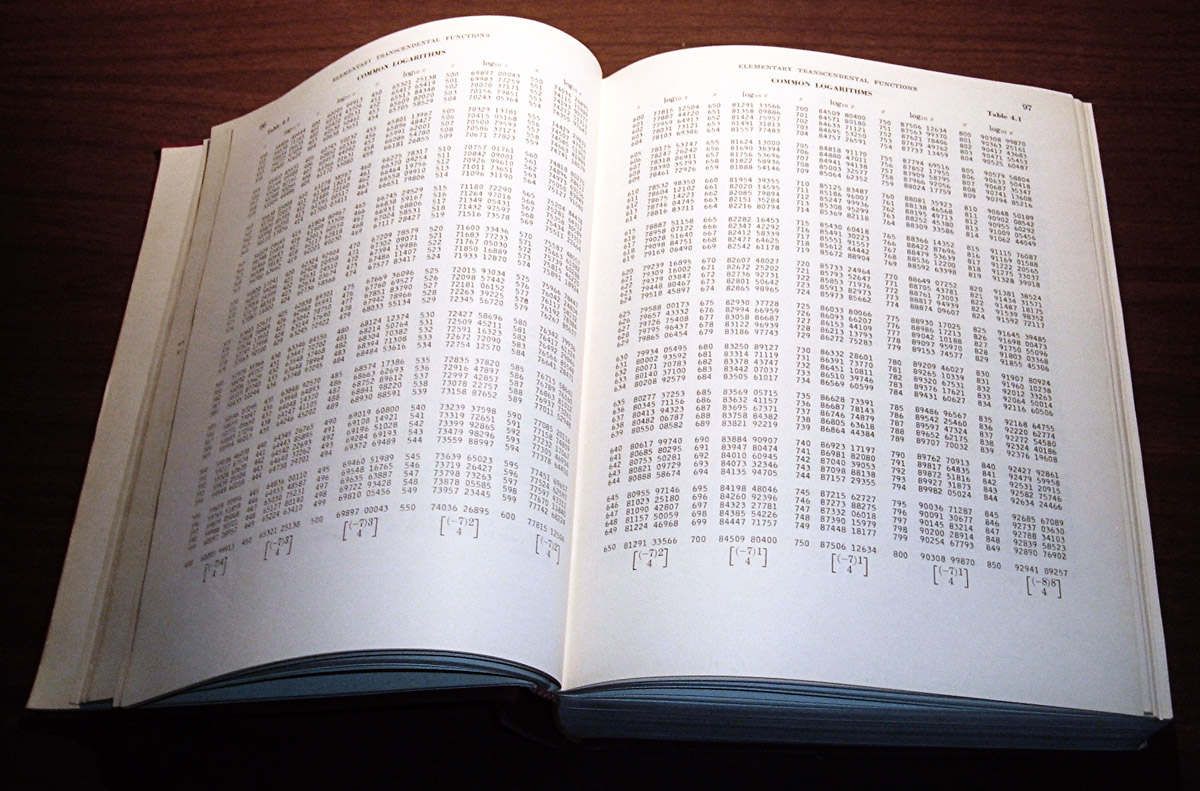
Логарифмические таблицы

Из свойств логарифма следует, что вместо трудоёмкого умножения многозначных чисел достаточно найти (по таблицам) и сложить их логарифмы, а потом по тем же таблицам (раздел «Антилогарифмы») выполнить потенцирование, то есть найти значение результата по его логарифму. Выполнение деления отличается только тем, что логарифмы вычитаются.
Первые таблицы логарифмов опубликовал Джон Непер (1614), и они содержали только логарифмы тригонометрических функций, причём с ошибками. Независимо от него свои таблицы опубликовал Йост Бюрги, друг Кеплера (1620). В 1617 году оксфордский профессор математики Генри Бригс опубликовал таблицы, которые уже включали десятичные логарифмы самих чисел, от 1 до 1000, с 8 (позже — с 14) знаками. Но и в таблицах Бригса обнаружились ошибки. Первое безошибочное издание на основе таблиц Георга Веги (1783) появилось только в 1857 году в Берлине (таблицы Бремикера).
В России первые таблицы логарифмов были изданы в 1703 году при участии Л. Ф. Магницкого.
В России, начиная с 1868 года, а затем в СССР до 1938 года, включительно, издавались «Пятизначные таблицы логарифмов чисел и тригонометрических линий» Е. М. Пржевальского (24 издания до Революции и 21 издание после Революции).
В СССР выпускались несколько сборников таблиц логарифмов:
1. Брадис В. М. Четырёхзначные математические таблицы. М.: Дрофа, 2010, ISBN 978-5-358-07433-0. Таблицы Брадиса, издаваемые с 1921 года, использовались в учебных заведениях и в инженерных расчётах, не требующих большой точности. Они содержали мантиссы десятичных логарифмов чисел и тригонометрических функций, натуральные логарифмы и некоторые другие полезные расчётные инструменты.
2. Вега Г. Таблицы семизначных логарифмов, 4-е издание, М.: Недра, 1971. Профессиональный сборник для точных вычислений.
3. Бремикер К. Логарифмо-тригонометрические таблицы. М.: Наука, 1962. 664 с. Классические шестизначные таблицы, удобные для расчётов с тригонометрическими функциями.
4. Пятизначные таблицы натуральных значений тригонометрических величин, их логарифмов и логарифмов чисел, 6-е издание, М.: Наука, 1972.
5. Таблицы натуральных логарифмов, 2-е издание, в 2 томах, М.: Наука, 1971.
6. Десятизначные таблицы логарифмов комплексных чисел. М., 1952.

## Расширение логарифма на комплексную область
Первые попытки распространить логарифмы на комплексные числа предпринимали на рубеже XVII—XVIII веков Лейбниц и Иоганн Бернулли, однако создать целостную теорию им не удалось — в первую очередь по той причине, что тогда ещё не было ясно определено само понятие логарифма. Дискуссия по этому поводу велась сначала между Лейбницем и Бернулли, а в середине XVIII века — между Д’Аламбером и Эйлером. Бернулли и Д’Аламбер считали, что следует определить {\displaystyle \log(-x)=\log(x)}, в то время как Лейбниц доказывал, что логарифм отрицательного числа есть мнимое число. Полная теория логарифмов отрицательных и комплексных чисел была опубликована Эйлером в 1747—1751 годах и по существу ничем не отличается от современной. Хотя спор продолжался (Д’Аламбер отстаивал свою точку зрения и подробно аргументировал её в статье своей «Энциклопедии» и в других трудах), подход Эйлера к концу XVIII века получил всеобщее признание.
В XIX веке, с развитием комплексного анализа, исследование комплексного логарифма стимулировало новые открытия. Гаусс в 1811 году разработал полную теорию многозначности логарифмической функции, определяемой как интеграл от {\displaystyle {\frac {1}{z}}}. Риман, опираясь на уже известные факты об этой и аналогичных функциях, построил общую теорию римановых поверхностей.
Разработка теории конформных отображений показала, что меркаторская проекция в картографии, возникшая ещё до открытия логарифмов (1550), может быть описана как комплексный логарифм.